# شنغافيت
شنغافيت (الأرمينية: Շենգավիթ վարչական շրջան) هي واحدة من 12 مقاطعة في يريفان، عاصمة أرمينيا. تقع في الجزء الجنوبي الغربي من المدينة. لها حدود مشتركة مع مقاطعات أخرى هي مالاتيا سيباستيا، كنترون ، إريبوني ونوباراشين. فيما تشكل مقاطعة أرارات الحدود الجنوبية للمنطقة.
تبلغ مساحة المنطقة 48.5 كيلومتر مربع (ما يشكل ٪18.16 من مدينة يريفان)، لتصبح شنغافيت هي ثاني أكبر منطقة في يريفان من حيث المساحة.